# Armstrong Siddeley Jaguar

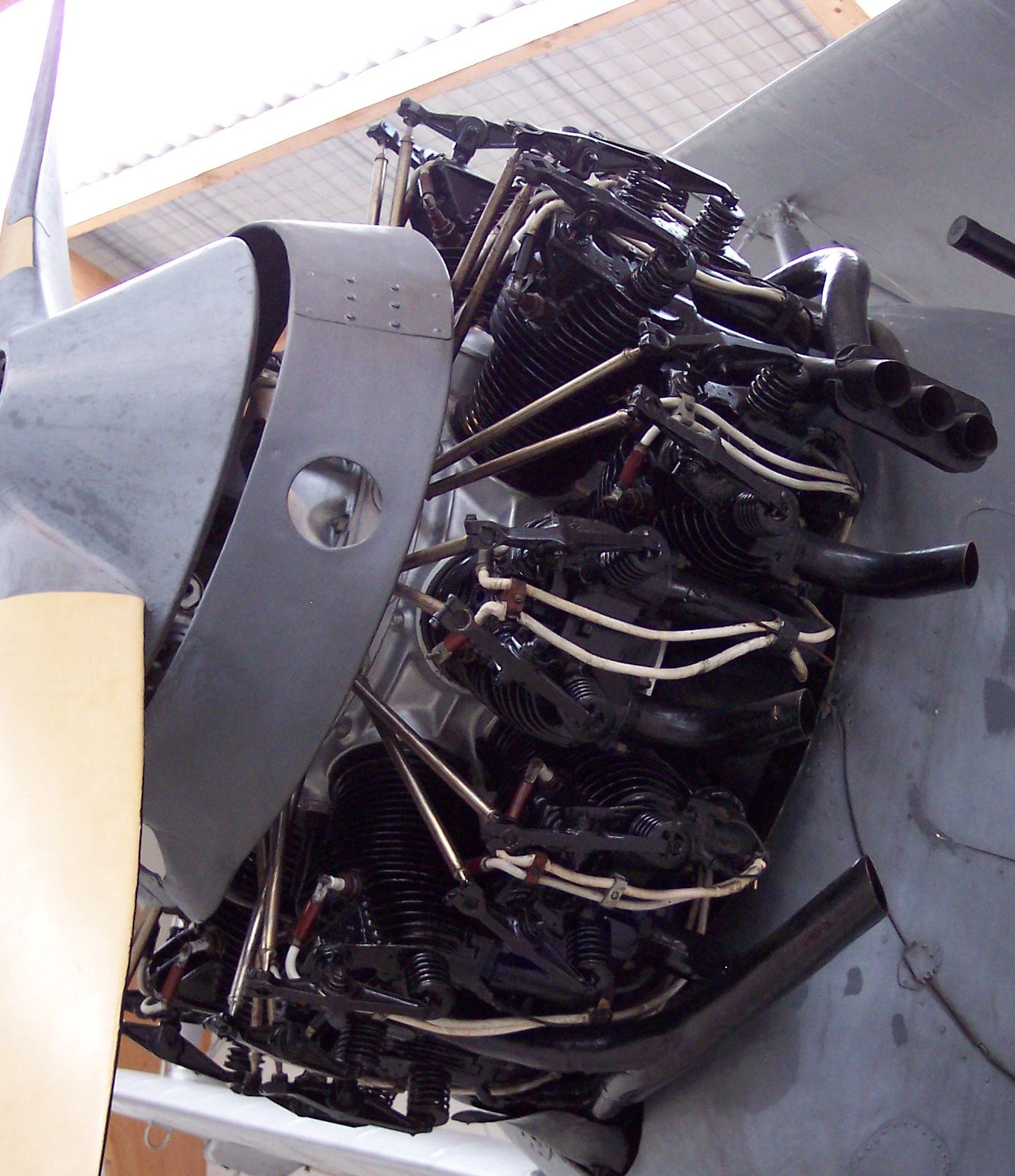
Armstrong Siddeley Jaguar IV

Der Armstrong Siddeley Jaguar ist ein Flugmotor, den der britische Hersteller Armstrong Siddeley ab 1922 baute. Der luftgekühlte zweireihige 14-Zylinder-Sternmotor hat Hubräume von 22.532 bis 24.785 cm³. Der Jaguar III kam 1923, der Jaguar IV 1925 und der Jaguar VI 1927.

## Konstruktion und Entwicklung
Der Jaguar wurde aus einem Konstruktionsvorschlag der Royal Aircraft Factory (RAF.8) entwickelt und war für den Einsatz eines Kompressors mit Reduktionsgetriebe ausgelegt. Beim Probelauf am 21. Juni 1922 war die Leistungsausbeute schlechter als erwartet, sodass man die Zylinderbohrung auf 139,7 mm vergrößerte. Alle nach dem Jaguar I gefertigten Varianten haben diese vergrößerte Zylinderbohrung. Wegen des fehlenden mittleren Kurbelwellenlagers litt der Jaguar während seiner gesamten Bauzeit unter Vibrationen.
Die leistungsstärkste Variante Jaguar VIC entwickelte eine Startleistung von 490 bhp (365 kW) bei 1950/min und wog 413 kg. Der später gebaute Lynx hatte nur einen Stern mit Jaguar-Zylindern.

## Varianten
Jaguar I
1922, 300 bhp (223 kW)
Jaguar II
1923, 385 bhp (287 kW), größere Zylinderbohrung, Hubraum 24.785 cm³.
Jaguar III
1923, 385 bhp (287 kW).
Jaguar IIIA
1923, 380 bhp (283 kW).
Jaguar IV
1925, 385 bhp (287 kW), Doppelvergaser.
Jaguar IVA
420 bhp (313 kW), Reduktionsgetriebe für den Propeller.
Jaguar IVC
1928, 400 bhp (298 kW), überarbeitete Pleuel, gekapselter Ventiltrieb.
Jaguar IV(S)
1925, 365 bhp (272 kW), mit Kompressor.
Jaguar V
1928.
Jaguar VI
1927.
Jaguar VI(S)
1928, Kompressorversion des Jaguar VI.
Jaguar VIC
1927, 470 bhp (350 kW), Jaguar VI mit Reduktionsgetriebe für den Propeller.
Jaguar VID
1928.
Jaguar VIIA
1929, 400 bhp (298 kW), mit Kompressor.
Jaguar VIII
1928, 405 bhp (302 kW), mit Kompressor und Reduktionsgetriebe für den Propeller.

## Flugzeuge mit Armstrong Siddeley Jaguar
| - Airco D.H.4 - Airco D.H.9 - Armstrong Whitworth Ajax - Armstrong Whitworth Aries - Armstrong Whitworth Argosy - Armstrong Whitworth Atlas - Armstrong Whitworth Siskin - Armstrong Whitworth Starling - Armstrong Whitworth Wolf - Avro 642 - Blackburn Airedale - Blackburn C.A.15C - Blackburn Turcock - Boulton Paul P.71 - De Havilland DH.42 Dormouse | - De Havilland DH.50 - De Havilland DH.61 Giant Moth - De Havilland D.56 Hyena - Fairey Ferret - Fairey Flycatcher - Fokker C.V - Fokker D.XVI - Gloster Gnatsnapper - Gloster Grebe - Handley Page Hampstead - Hawker Danecock - Hawker Hawfinch - Hawker Hoopoe - Hawker Woodcock | - Larkin Lascowl - Martinsyde ADC 1 - Nieuport Nighthawk - Parnall Plover - RAAF Experimental Section Warrigal II - Supermarine Air Yacht - Supermarine Nanok - Supermarine Southampton - Vickers Vellore - Vickers Vespa - Vickers Viastra - Vickers Vimy Trainer - Westland Wapiti - Westland Weasel |

## Ausgestellte Motoren
Ein erhaltener Armstrong Siddeley Jaguar ist im Science Museum in London zu sehen.

## Daten (Jaguar I)

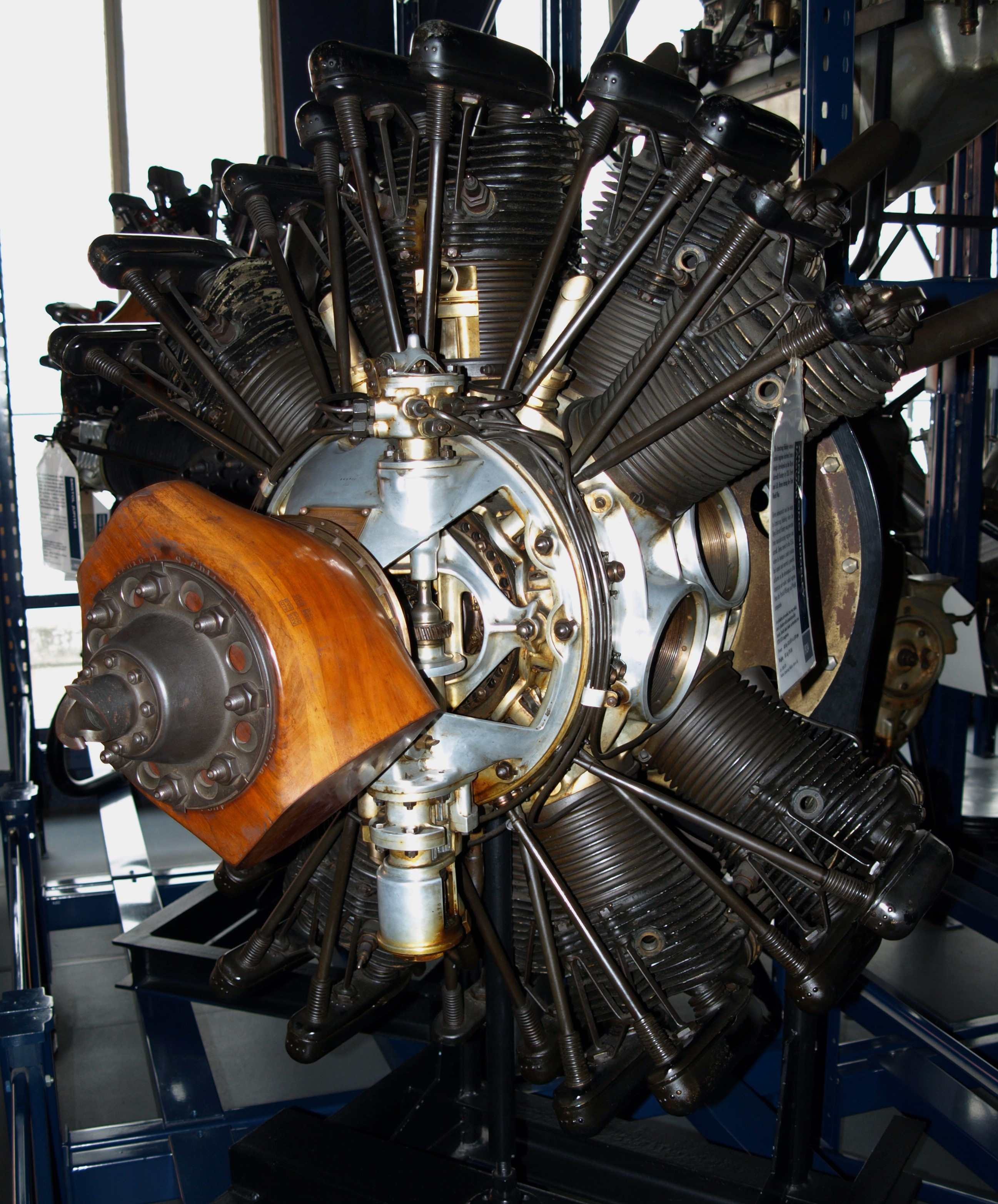
Sektionierter Jaguar-Motor im Science Museum

### Allgemein
- Zweireihiger 14-Zylinder-Sternmotor, luftgekühlt, mit Kompressor
- Bohrung: 127 mm
- Hub: 127 mm
- Hubraum: 22.532 cm³
- Länge: 1041 mm
- Durchmesser: 1092 mm
- Gewicht: 322 kg

### Komponenten
- Kompressor: mit Reduktionsgetriebe
- Gemischaufbereitung: Vergaser
- Kühlung: Luft
- Reduktionsgetriebe: nein

### Leistung
- Leistung: 680 bhp (507 kW)
- Literleistung: 22,50 kW/l
- Kompression: 5:1
- Benzinverbrauch: 71 l/h
- Leistungsgewicht: 0,635 kg/kW[1]